# Lev Ivanov

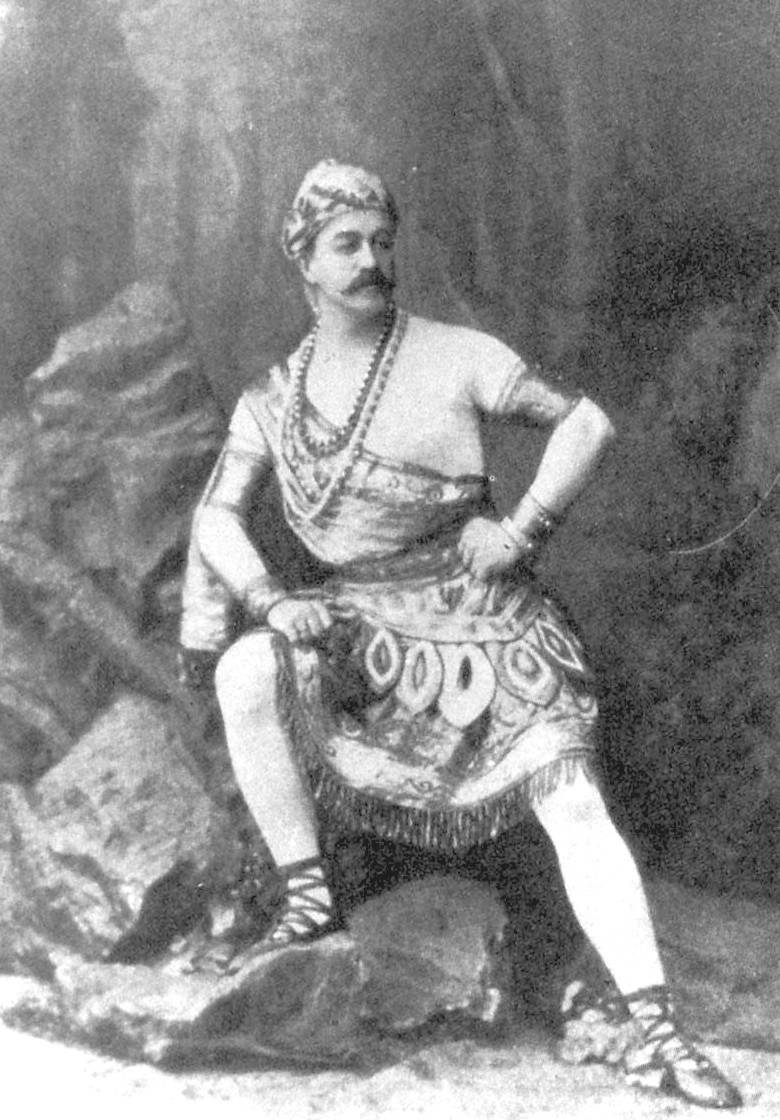
Lev Ivanov als krijger Solor in het ballet La Bayadère (1877).

Lev Ivanovitsj Ivanov (Russisch: Лев Иванович Иванов) (Moskou, 2 maart 1834 - Sint-Petersburg, 24 december 1901) was een Russische balletdanser en choreograaf.
Na zijn actieve danscarrière werd Ivanov tweede balletmeester van het Keizerlijk Ballet te Moskou dat toentertijd geleid werd door Marius Petipa. Omdat Petipa ziek was, heeft hij het hoofdaandeel geleverd van de choreografie van de première in 1892 van het ballet De Notenkraker waarvoor de muziek geschreven was door Tsjaikovski.
Ook heeft hij samen met Petipa de compleet gereviseerde choreografie van het ballet het Zwanenmeer geschreven. De tweede en vierde scène zijn alleen van zijn hand alsmede de er in voorkomende Napolitaanse of Venetiaanse dans en de Hongaarse dans in de derde scène.
- Biblioteca Nacional de España: XX1653299
- Bibliothèque nationale de France: cb13981973q (data)
- Gemeinsame Normdatei: 119502763
- International Standard Name Identifier: 0000 0000 8089 4163
- Library of Congress Control Number: n89658833
- Nationale Bibliotheek van Letland: 000310487
- Nationale Bibliotheek van Tsjechië: mzk2005279358
- Nationale Bibliotheek van Israël: 987007587700605171
- Nationale Bibliotheek van Polen: a0000002006186
- Nederlandse Thesaurus van Auteursnamen: 157363872
- LIBRIS: 205172
- SNAC: w6xw4mc2
- Système universitaire de documentation: 156929082
- Trove: 1489225
- Virtual International Authority File: 10042553
- WorldCat: E39PBJrrqyBPPgQrWQKtyPFkDq